# BMW Sauber F1.06
El BMW Sauber F1.06 fue un monoplaza con el que el equipo BMW Sauber compitió en la temporada 2006 de Fórmula 1. Fue manejado por Nick Heidfeld, que corrió en Williams en la temporada anterior, y Jacques Villeneuve, que había pasado una temporada con el equipo antes de que fuera comprado por marca alemana. Sin embargo, el canadiense fue reemplazado por el tercer piloto Robert Kubica antes de que terminara la temporada. El año marcó la primera vez que BMW había competido como un equipo completo; anteriormente sólo había suministrado motores.
La temporada 2006 fue tratada como mucho un año de transición por el equipo, por lo que el nivel de competitividad del coche fue una agradable sorpresa. El F1.06 fue un contendiente de puntos durante toda la temporada, y su forma culminó con dos podios: uno para Heidfeld en el Gran Premio de Hungría y el otro para Kubica en Italia.
BMW Sauber también desarrolló el coche durante todo el año, con algún tipo de mejora disponible en cada carrera. La innovación del equipo incluso causó controversia: una ala trasera "flexible" se puso rígida a principios de la temporada y dos pilones verticales delante de la cabina fueron prohibidos después de una aparición en Magny-Cours.
El equipo finalmente terminó quinto en el Campeonato de Constructores, con 36 puntos.

## Resultados

### Fórmula 1
(Clave) (negrita indica pole position) (cursiva indica vuelta rápida)

| Año     | Motor  | Neu. | N.º | Pilotos            | 1   | 2   | 3   | 4   | 5   | 6   | 7   | 8   | 9   | 10  | 11  | 12  | 13  | 14  | 15  | 16  | 17  | 18  | Puntos | Pos. |
| ------- | ------ | ---- | --- | ------------------ | --- | --- | --- | --- | --- | --- | --- | --- | --- | --- | --- | --- | --- | --- | --- | --- | --- | --- | ------ | ---- |
| 2006    | P86 V8 | M    |     |                    | BHR | MYS | AUS | SMR | EUR | ESP | MON | GBR | CAN | USA | FRA | GER | HUN | TUR | ITA | CHN | JPN | BRA | 36     | 5.º  |
| 2006    | P86 V8 | M    | 16  | Nick Heidfeld      | 12  | Ret | 4   | 13  | 10  | 8   | 7   | 7   | 7   | Ret | 8   | Ret | 3   | 14  | 8   | 7   | 8   | Ret | 36     | 5.º  |
| 2006    | P86 V8 | M    | 17  | Jacques Villeneuve | Ret | 7   | 6   | 12  | 8   | 12  | 14  | 8   | Ret | Ret | 11  | Ret |     |     |     |     |     |     | 36     | 5.º  |
| 2006    | P86 V8 | M    | 17  | Robert Kubica      |     |     |     |     |     |     |     |     |     |     |     |     | DSQ | 12  | 3   | 13  | 9   | 9   | 36     | 5.º  |
| Fuente: |        |      |     |                    |     |     |     |     |     |     |     |     |     |     |     |     |     |     |     |     |     |     |        |      |